# 竹原警察署
竹原警察署（たけはらけいさつしょ）は、広島県警察が管轄する警察署の一つである。

## 所在地
- 広島県竹原市中央一丁目1番13号

## 管轄区域
- 広島県竹原市
- 豊田郡大崎上島町

## 沿革
- 1876年4月 四日市警察署竹原分屯所を設置。
- 1877年2月 四日市警察署竹原分署に改称。
- 1886年6月 竹原警察署に改称。
- 1886年11月 忠海分署が忠海警察署として独立。
- 1893年12月 四日市分署が西条警察署として独立。
- 1893年12月 広分署が広警察署として独立。
- 1948年1月 竹原町警察署と安芸津町警察署に分割。
- 1951年10月 竹原町警察署と安芸津町警察署を統合し、竹原地区警察署に改称。
- 1954年7月 警察法の改正により、竹原警察署に改称。
- 1956年10月16日 忠海警察署を三原警察署・因島警察署に分割統合。
- 1958年12月25日 三原警察署より竹原市のうち忠海地区を移管。
- 2005年2月7日　豊田郡安芸津町が東広島市に編入合併されたため、同区域を西条警察署へ移管。
- 2009年4月1日　木江警察署廃止に伴い豊田郡大崎上島町を管轄区域に編入。

## 警察署直轄区域
- 竹原市のうち小梨町（小吹を除く）、塩町一丁目 - 四丁目、竹原町（来栖、西町、東大井、皆実を除く）、田ノ浦一丁目 - 三丁目、中央一丁目 - 五丁目、本町一丁目 - 四丁目、港町一丁目 - 五丁目
- 豊田郡大崎上島町

## 分庁舎

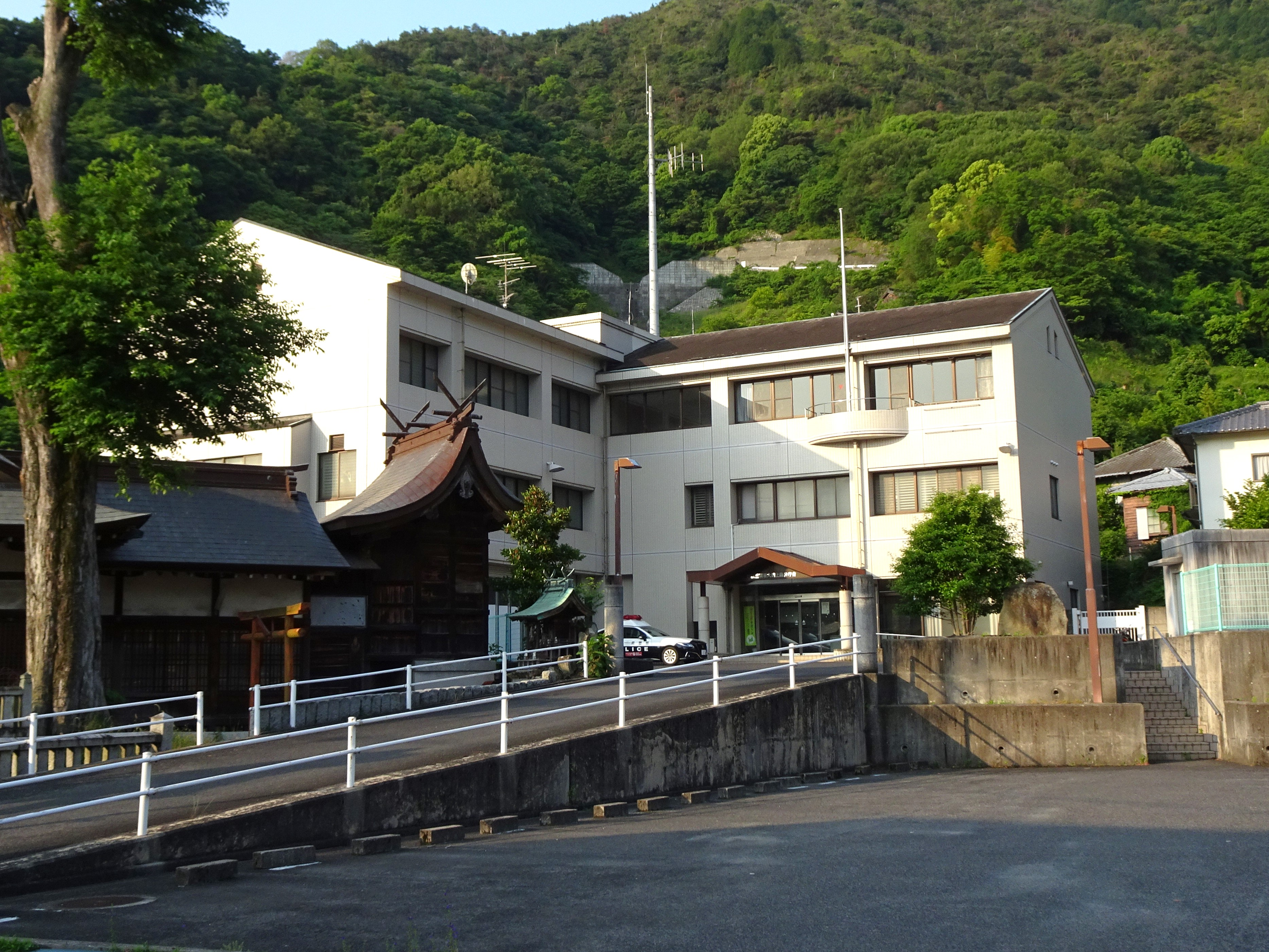
大崎上島分庁舎（木江交番）

- 大崎上島分庁舎（大崎上島町木江、旧・木江警察署）
  - 木江交番を併設

## 交番
（）の中は所在地。
- 忠海交番（竹原市忠海中町一丁目）
  - 竹原市のうち忠海町、忠海床浦一丁目 - 四丁目、忠海長浜一丁目 - 三丁目、忠海中町一丁目 - 四丁目、忠海東町一丁目 - 五丁目
- 木江交番（大崎上島町木江、分庁舎に併設）
  - 大崎上島町のうち木江、沖浦、明石

## 駐在所
（）の中は所在地。
- 大井駐在所（竹原市竹原町）
  - 竹原市のうち下野町（大井西、大井東、宿根、築地）、竹原町（来栖、西町、東大井、皆実）、吉名町（毛木）
- 大乗駐在所（竹原市高崎町）
  - 竹原市のうち小梨町（小吹）、高崎町、福田町
- 東野駐在所（竹原市東野町）
  - 竹原市のうち下野町（大井西、大井東、宿根、築地を除く）、東野町
- 新庄駐在所（竹原市新庄町）
  - 竹原市のうち新庄町、田万里町、仁賀町、西野町
- 吉名駐在所（竹原市吉名町）
  - 竹原市のうち吉名町（毛木を除く）

- 大崎駐在所（豊田郡大崎上島町中野）
  - 豊田郡大崎上島町のうち大串、中野、原田
- 白水（しろみず）駐在所（豊田郡大崎上島町東野）
  - 豊田郡大崎上島町のうち東野（小原、上組、盛谷、下組、白水、矢弓、脇之浦）
- 鮴崎（めばるざき）駐在所（豊田郡大崎上島町東野）
  - 豊田郡大崎上島町のうち東野（生野島、臼島、外表、垂水、左組島、古江、鮴崎）